# E-bus (Nordjyllands Trafikselskab)
|  | Denne artikel handler om hurtige buslinjer hos NT (Nordjyllands Trafikselskab). Se E-bus (Movia) for Movia's svar på konceptet. E-bus kan også betyde elektrisk bus, der oplades ved endestationerne eller om natten. |
E-busser var et transportsystem under NT (Nordjyllands Trafikselskab), der refererer til hurtige linjer med få stoppesteder undervejs. E-busserne omfattede ved nedlæggelse af konceptet i August 2022 af fire linjer, der primært kørte på hverdage med få undtagelser. Linjerne markeredes ved at have et "E" bag på linjenummeret, men linjerne skulle ikke forveksles med buslinje 1 og 2 i Aalborg, der har en gren, der hedder 1E og 2E til henholdsvis Bouet og Aalborg Universitet.

## Historie
E-busserne i NT's dækningsområde stammer fra et gammelt regionalt Ekspresbusnet, der dækkede Nordjylland med primære forbindelser til og fra Aalborg. Konceptet blev delvist erstattet af Xbusnettet den 29. oktober 1995, men nogle få linjer forblev reelle E-buslinjer. Nogle E-buslinjer blev nedlagt ved Aalborgs store busomlægning og indførslen af Metrobussystemet i 2004. Det drejede sig om linjerne 24E, 25E og 42E.
Indtil 29. oktober 1995 bestod E-busnettet også af linjerne 50E, 52E, 54E, 70E og 73E, samt 200E, der senere blev omdøbt til 92E, og som eksisterer endnu.

### Forsøget med linje 20E
Der var i 2014 et forsøg med oprettelsen af en linje 20E, som skulle supplere Metrobus linje 2 imellem Aalborg Busterminal og Aalborg Universitet. Ruten viste sig at være en succes da man sparede 3 til 5 minutter på at vælge 20E fremfor den normale Metrobus linje 2. Trods dette blev linje 20E nedlagt i sommeren 2014 og erstattet af flere afgange med Metrobus 2, en omlægning af nogle af de regionale linjer, samt en X-bus, der kørte ind/ud af Aalborg fra sydøstlig retning. Omlæggelserne skyldtes, at man med de regionale ruter ville kunne spare op til 7 minutter fra Aalborg Universitet og til Aalborg Busterminal, da bussen ikke længere skulle stoppe ved alle busstoppesteder på sin vej ind og ud af Aalborg, men blot skulle stoppe et mindre antal steder med meget trafik i forvejen, f.eks. ved Grønlands Torv som også huser Aalborghus Gymnasium. Nedlæggelsen af linje 20E skyldtes også at man med de regionale ruter kunne sende busserne af Th. Sauers vej, Sønderbro og Østre Allé og ned af busrampen direkte til Aalborg Busterminal, medens linje 20E kørte Aalborg Busterminal, Jyllandsgade, Sohngårdsholmsvej, Th. Sauersvej og videre ud til AAU Busterminal.

#### Den tidligere 20E
Frem til den 30 Maj 1999 var der ligeledes en linje 20E som fungerede som ekspresbus mellem Aalborg Busterminal og Aalborg Universitet. Linjen blev sammenlagt med den daværende Linje 202 til Aabybro og linjen overgik derved til en "Regional linje". Linjen kørte fortsat som "Ekspresbus" mellem Aalborg Universitet og Aalborg Busterminal blot med nyt linjenummer og sammenlagt med en anden linje.

#### Den tidligere linje 42E samt nuværende udgave af linjen.
Linje 42E var indtil midten af 0'erne en reel E-buslinje som kørte Ekspresture i myldretiden. I forhold til den reelle linje 42, der kører "stopbus" mellem Aalborg og Luneborg, kørte linje 42E fra Tylstrup i morgen og eftermiddagsmyldretid som Ekspresbus. Linjen kørte som E-bus til Aalborg på motorvejen og igennem Limfjordstunnelen, hvorfra linjen kørte af imod Tech College Aalborg. Linjen fortsatte fra Tech College over Østerport og til Aalborg Busterminal. Linje 42E kører i 2022 fortsat 2 ekspresløb om morgenen imod Aalborg men med 2 forskellige linjeforløb i forhold til hvad den reelle E-buslinje gjorde.

#### Linje 92E Mistede sin E status
Pr kørerplanen for 2022, er linje 92E blevet omdøbt. Linjen hedder nu linje "92", men kører fortsat i samme stopmønster som da det var en reel "E-bus". Det er endnu ikke til at vide om NT har tænkt sig at omdøbe de eksisterende E-busser til "almindelige" linjenumre grundet den kommende omstrukturering af E-bus og X-busnettet, der finder sted i 2023.

## Nedlæggelse af konceptet
Det tidligere E-bus system, der bestod af 4 ordinære linjer, samt 1 linje med ekstra "E" afgange, der var nummereret med et "E", bag på, er blevet nedlagt. I Smug, uden megen offentlig udmelding har NT, nedlagt konceptet op til køreplansskiftet i August 2022. Ruterne 42E og 55E, er blevet nedlagt helt. Ruterne 60E, og 321E, er blevet omdøbt til henholdsvis 60X, og 323. Linje 92E, mistede allerede E-bus statussen tilbage i foråret 2022.

### Rutenettet ved nedlæggelsen i August 2022
Det afsluttende rutenet af E-busser bestod af linjerne nedenfor.
| Linje | Rute                                                       | Operatør                      | Bemærkninger |
| ----- | ---------------------------------------------------------- | ----------------------------- | --- |
| 42E   | Tylstrup - Aalborg Busterminal                             | Arriva                        | Kørte 2 morgenløb i morgenmyldretiden på hverdage imod Aalborg. Ingen afgange modsat |
| 55E   | FGU Skolen i Kongerslev - Kongerslev - Aalborg Busterminal | Terndrup Taxi og Turistbusser | Linjen kørte i forbindelse med ringetider på FGU skolen i Kongerslev. En tur hver vej på hverdage.                                                                                              |
| 60E   | Aalborg Busterminal - Støvring - Aalborg Busterminal       | DitoBus                       | Linjen kørte på hverdage med halvtimedrift i myldretiden og timedrift udenfor. Lørdagskørsel med timedrift. Linjen kører i August 2022, fortsat rundt som rute "60E", trods ændret linjenummer. |
| 92E   | Aalborg Busterminal - Fårup Sommerland - Blokhus           | Arriva                        | Linjen kørte udelukkende på dage, hvor Fårup Sommerland har åbent. Linjen ophørte som E-bus i påsken 2022 Linjen kører fortsat skiltet som 92E, men figurer i kørerplaner nu som "92"           |
| 321E  | Thisted - Hurup - Agger                                    | Flere forskellige operatører  | Linjen blev betjent med 3 afgange på hverdage. Hver afgang med en forskellig operatør. |

## Fra E-bus til X-bus og tilbage igen
Nordjyllands Trafikselskab har pr september 2021 omdøbt X-buskonceptet til Ekspresbusser, men linjerne er endnu ikke omdøbt fra "X" til "E". NT har i sinde også at omdøbe linjenumrene til "E" på et senere tidspunkt, men det er endnu uvist, hvornår det sker. Denne omdøbning vil samtidig være enden på X-bus konceptet i Nordjylland.
Det er i hørringsperioden for køreplansskift til K22 kommet frem at NT relancere X-busnettet samt E-busnettet i 2023